# Ennia Trasilla
Ennia Trasilla (in latino Ennia Thrasylla; in greco antico: Έννίας?, Ennias o Έννία Θράσυλλα, Ennía Thrasylla; ... – 38), nota anche come Ennia Naeva o Ennia Naevia, Ennia moglie di Macro, Ennia ed Eunia, è stata una nobildonna romana, moglie del prefetto del Pretorio Quinto Nevio Sutorio Macrone e amante dell'imperatore romano Caligola.

## Famiglia
Ennia era di origini latine, greche, armene e medie. Era figlia di Lucio Ennio e di sua moglie di cui non conosciamo il nome e forse aveva un fratello chiamato Luci Ennio che fu il padre di Lucio Ennio Feroce, un militare romano che servì durante il regno dell'imperatore Vespasiano dal 69 al 79.
Il padre, Lucio Ennio, era un eques romano che forse era originario della provincia romana di Creta e Cirene, ed era attivo durante il principato di Tiberio che governò da 14 al 37. Lucio Ennio era imparentato con il poeta Quinto Ennio, e con Manio Ennio, un militare che aveva servito sotto Germanico nel 14 sul Reno.
La madre di Ennia, era una nobile romana che proveniva da Alessandria, nella provincia dell'Egitto e che era di origine greca, armena e media. Era la figlia e primogenita di Trasillo di Mende e di sua moglie, Aka II, principessa di Commagene.
Trasillo era un greco egiziano, era grammatico, commentatore letterario e lavorò come astrologo, diventando astrologo personale e amico di Tiberio mentre Aka II era una principessa di origine armena, greca media che proveniva dal Regno di Commagene. Il nonno materno era Tiberio Claudio Balbillo, e di conseguenza cugina di Claudia Capitolina.